# Индийско-латвийские отношения
Индийско-латвийские отношения — двусторонние дипломатические отношения между Индией и Латвией. Страны являются членами Организации Объединённых Наций (ООН).

## История

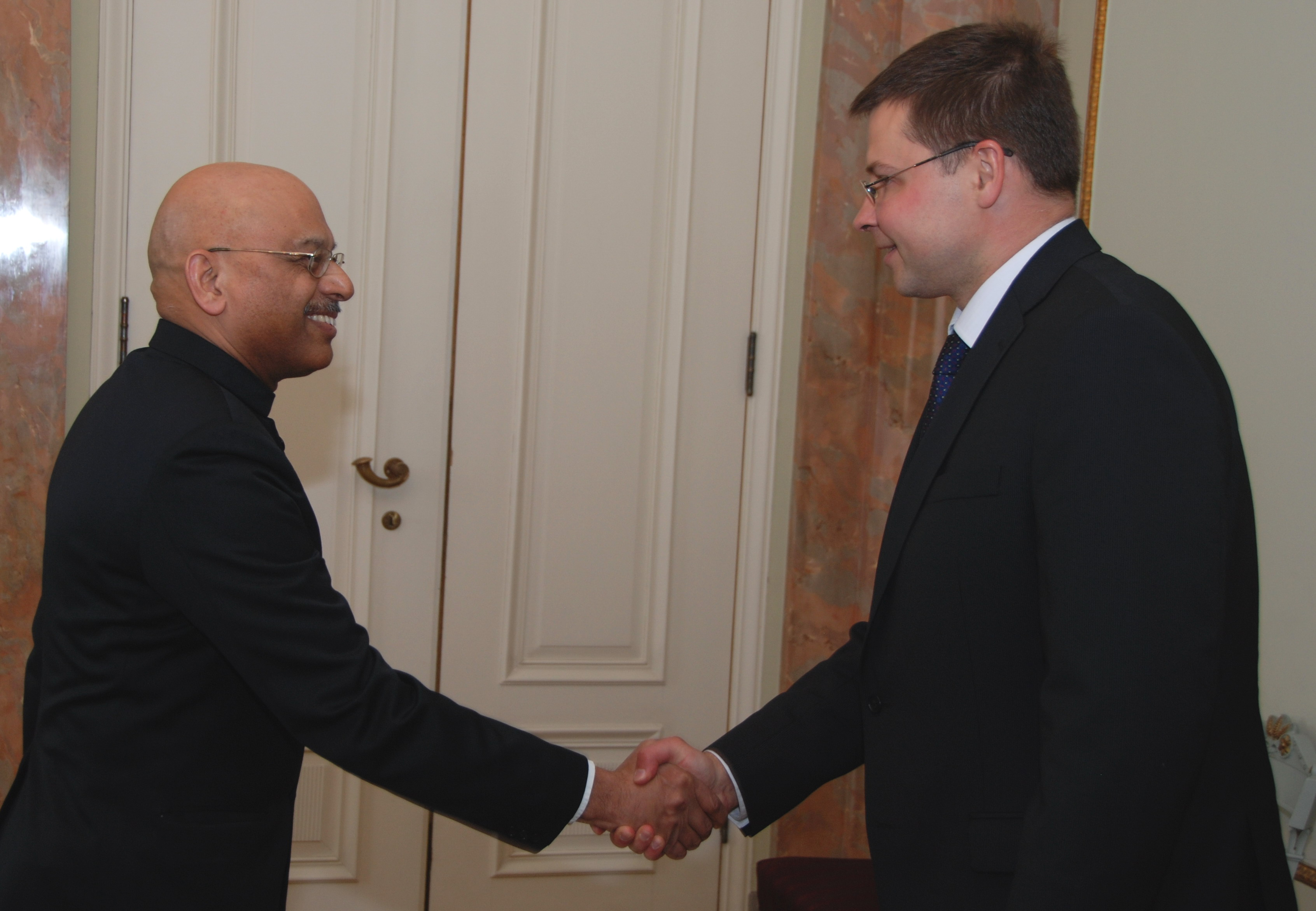
Премьер-министр Латвии Валдис Домбровскис на встрече с послом Индии в Латвии Балкришну Шетти.

В 1991 году страны установили дипломатические отношения, после распада СССР и провозглашения независимости Латвии. В 2013 году Латвия и Индия подписали соглашение об избежании двойного налогообложения, которое увеличило экспорт Индии в Латвию и привело к развитию взаимовыгодных экономических отношений. 
В 2017 году представители страны обсудили налаживание более тесного и глубокого сотрудничества в области транспорта и логистики. В 2019 году вице-президент Индии Венкая Найду посетил Латвию и провёл переговоры с руководством этой страны. 
Индия рассматривает Латвию, а также Эстонию и Литву как стратегических партнёров и представителей индийских интересов в странах Балтии.

## Дипломатические представительства
- Интересы Индии в Латвии представлены через посольство в Стокгольме (Швеция)[6].
- Латвия имеет посольство в Нью-Дели[7].